# Egnach
Egnach är en ort och kommun i distriktet Arbon i kantonen Thurgau, Schweiz. Kommunen har 5 031 invånare (2023).
I kommunen finns orterna Steinebrunn, Neukirch (kommuncentrum) och Egnach.
Orten Egnach ligger vid Bodensjön.